# Třída Mussa Ben Nussair
Třída Mussa Ben Nussair je třída dvou vrtulníkových korvet postavených v Itálii pro Irácké námořnictvo. Je to varianta třídy Abdullah ibn Abi Serk, vybavená palubním vrtulníkem. Obě jednotky byly dokončeny roku 1986. Kvůli válce s Íránem a následnému zbrojnímu embargu však plavidla nevstoupila do operační služby. Roku 2014 byla dokončena jednání o jejich předání obnovovanému iráckému námořnictvu.

## Pozadí vzniku
Třída je odvozena od raketových člunů modelu Fincantieri Tipo 550.
Jednotky třídy Mussa Ben Nussair:
| Jméno             | Zahájení stavby | Dokončení      | Status                                 |
| ----------------- | --------------- | -------------- | -------------------------------------- |
| Mussa Ben Nussair | 15. ledna 1982  | 17. září 1986  | před modernizací a zařazením do služby |
| Tariq Ibd Ziad    | 20. května 1982 | 29. října 1986 | před modernizací a zařazením do služby |

## Konstrukce
Na přídi se nachází dělová věž s jedním dvouúčelovým 76mm kanónem OTO Melara. Údernou výzbrojí plavidel jsou dva kontejnery italských protilodních střel MBDA Otomat Mk 2. Na zádi se nachází přistávací paluba a teleskopický hangár pro uskladnění jednoho protiponorkového vrtulníku AB-212ASW. Pohonný systém tvoří čtyři diesely, každý o výkonu 4550 kW, pohánějící čtyři lodní šrouby. Nejvyšší rychlost lodí dosahuje 37 uzlů.